# Yamaceratops dorngobiensis
Yamaceratops dorngobiensis es la única especie conocida del género extinto Yamaceratops ("cara con cuerno de Yama") de dinosaurio ceratopsiano neoceratopsiano, que vivió a finales del período Cretácico, hace aproximadamente 85 millones de años, durante el Santoniense, en lo que hoy es Asia. Sus restos se encontraron en sedimentos de la Formación Javkhlant. Inicialmente, se pensó que las rocas donde se encontró eran del Cretácico Inferior, de hace aproximadamente 100 millones de años durante el Albiense , pero la edad se revaluó en 2009, sien más joven. Era un dinosaurio relativamente pequeño, alcanzando los 50 cm (1,6 pies) de largo y 2 kg (4,4 lb) en masa corporal.

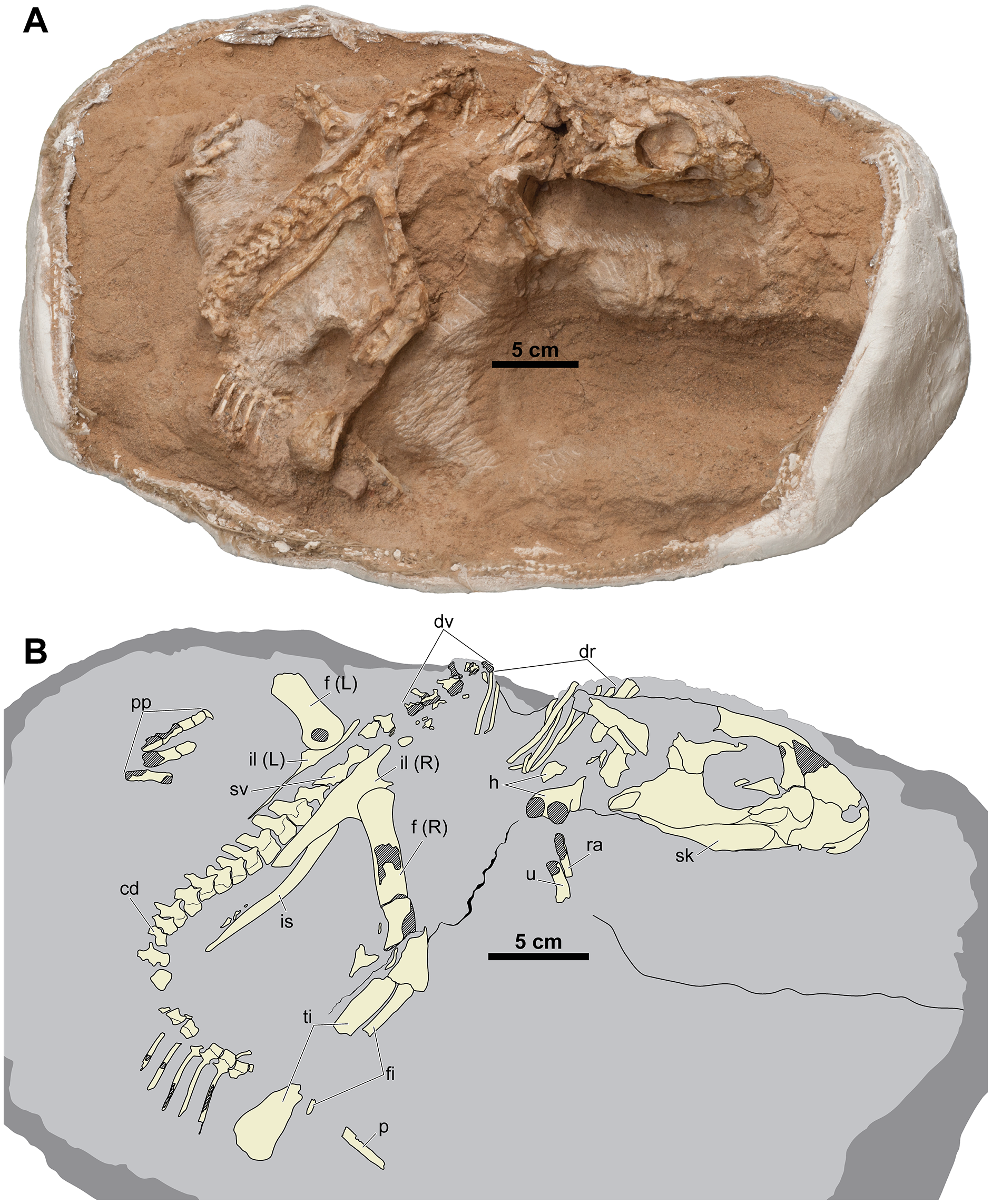
Juvenil MPC-D 100 553.

Yamaceratops fue un herbívoro bípedo que alcanó medio metro de largo y 30 centímetros de alto y 2 kilogramos de masa corporal. Su cráneo, ancho y grueso, terminaba en un pico similar al de los loros, con el cual cortaba los helechos, cicádeas y coníferas de la que se alimentaba, para luego masticarlos con los dientes posteriores. El nombre del género se refiere a Yama, una deidad budista tibetana y es el nombre de la especie al Gobi oriental. El holotipo IGM 100/1315 consta de un cráneo parcial, se ha encontrado otro material en 2002 y 2003 y se ha atribuido al género. Los restos fósiles, los cuales consistían en partes del cráneo y otros restos óseos, fueron dscubiertos en el desierto de Gobi, Mongolia, entre el 2002 y el 2003, siendo descritos en septiembre del 2006.

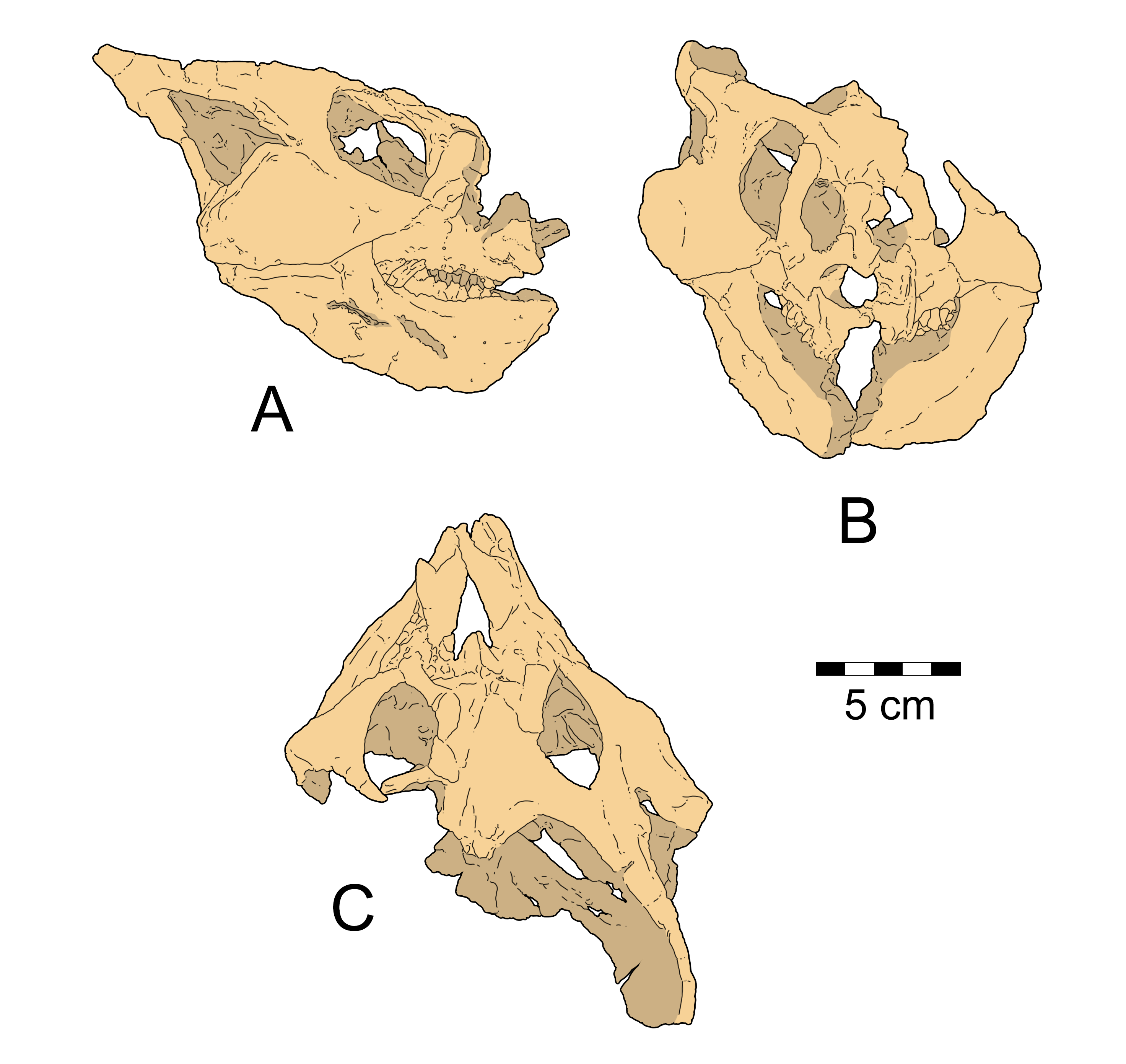
Cráneo holotipo.

La especie tipo , Yamaceratops dorngobiensis , fue descrita por P. J. Makovicky y M. A. Norell en septiembre de 2006. Los autores consideran que el animal tuvo una posición filogenética intermedia entre Liaoceratops y Archaeoceratops dentro de Neoceratopsia. El examen del volante de Yamaceratops ha convencido a los autores de que el mismo no se usó para exhibición y que los fósiles "[insinúan] una historia evolutiva más compleja para los volantes ceratopsianos".
Un embrión fosilizado encontrado dentro de una cáscara de huevo de ornitisquio de sedimentos donde Yamaceratops es común, fue referido en 2008 a este género. Sin embargo, en 2015 se volvió a identificar como un embrión de ave. En 2020, Minyoung Son y sus colegas informaron sobre un espécimen juvenil de Yamaceratops encontrado en 2014 en la localidad de Khugenetjavkhlant. Este espécimen de probablemente tres años, MPC-D 100/553, se describió en detalle en 2022.